# Gliese 876

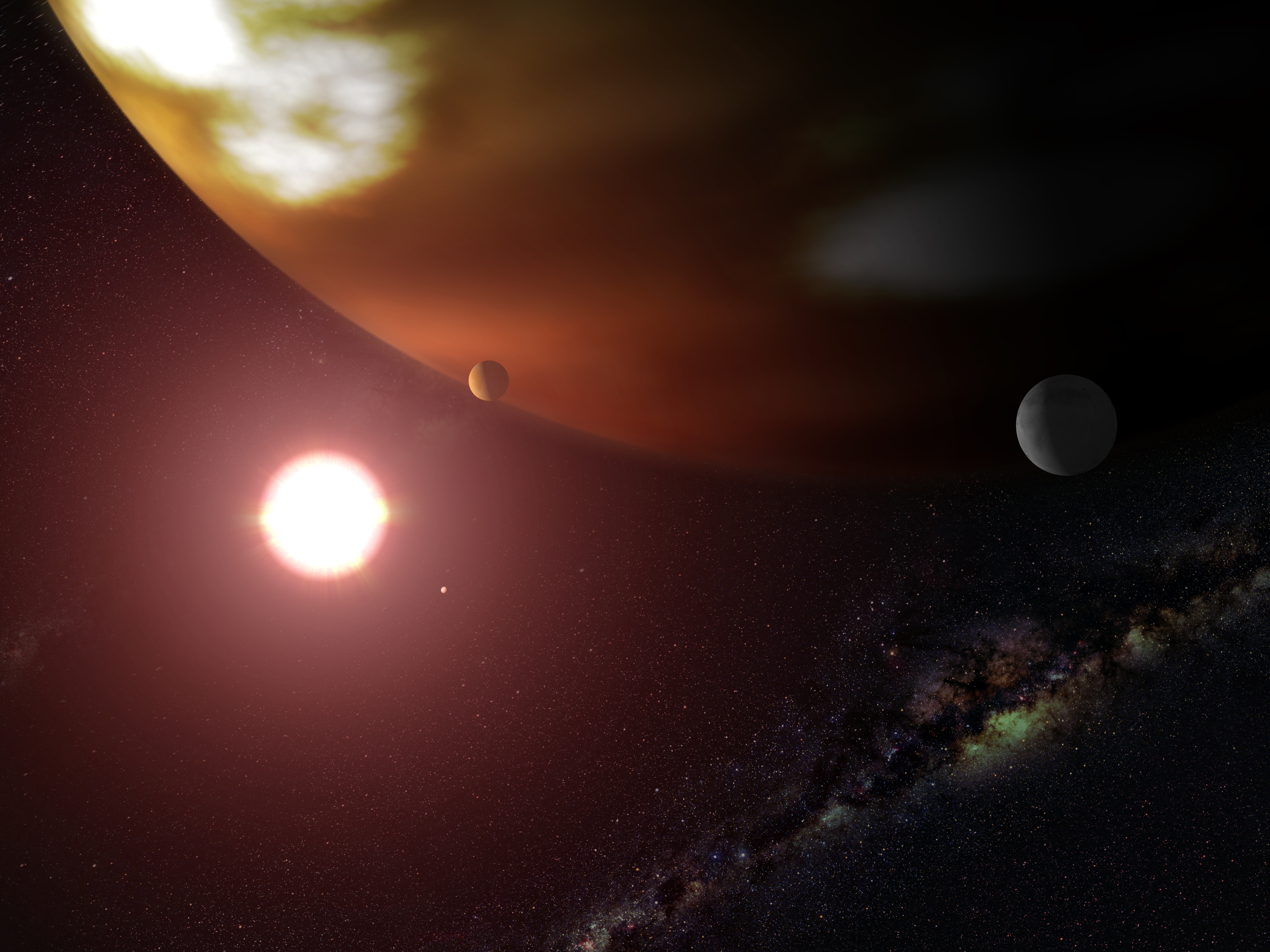
Uma impressão artística do terceiro planeta, Gliese 876 b.

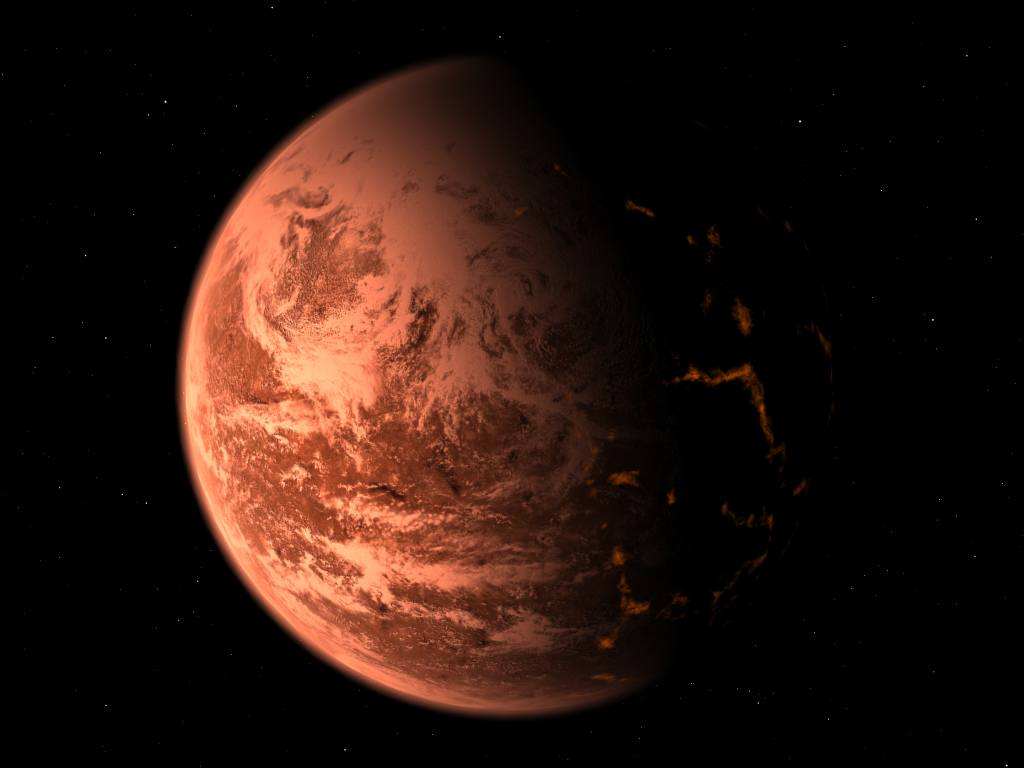
Uma ilustração artística do planeta mais próximo, Gliese 876 d, mostrando o planeta como um mundo ativo e vulcânico que é iluminado pela luz vermelha da estrela.

Gliese 876 é uma estrela anã vermelha que está a aproximadamente 15 anos-luz de distância da Terra na constelação de Aquarius. Possui tipo espectral M4V, magnitude aparente de 10,17 e metade da massa do Sol. Até 2011, foram confirmados quatro exoplanetas orbitando a estrela. Dois dos planetas centrais são similares a Júpiter, enquanto o planeta mais próximo é similar a um pequeno Neptuno ou a um grande planeta telúrico, e o planeta mais distante tem massa similar a de Urano.

## Distância e visibilidade
Gliese 876 está relativamente perto de nosso Sistema Solar. Segundo as medições astrométricas feitas pelo  satélite Hipparcos, a estrela apresenta uma paralaxe de 212,59 miliarcsegs, que corresponde a uma distância de 4,70 parsecs (15,3 anos-luz). Apesar de estar tão perto da Terra, a estrela é tão fraca que é invisível a olho nu e só pode ser vista usando telescópios.

## Características
Como uma estrela anã vermelha, Gliese 876 é muito menor que o Sol: As estimativas sugerem que ela tem somente 32% da massa do Sol. A temperatura na superfície de Gliese 876 é menor em comparação com o Sol e a estrela também possui um raio menor. A combinação destes fatores resultam em uma estrela que tem 1,24% da luminosidade do Sol, e a maior parte disso está em comprimentos de onda infravermelhos.
É difícil estimar a idade e metalicidade das estrelas frias devido a formação de moléculas diatômicas em suas atmosferas, o que faz com que o espectro seja complexo. Baseando-se em modelos espectrais, estima-se que Gliese 876 tem uma quantidade menor de metais pesados comparada ao Sol (aproximadamente 75% da abundância solar de ferro). Segundo a atividade cromosférica, e dependendo do modelo teórico utilizado, é possível que a estrela tenha entre 6.520 e 9.900 bilhões de anos.
Como muitas estrelas de pouca massa, Gliese 876 é uma estrela variável. Está classificada como uma estrela variável BY Draconis e seu brilho flutua ao redor de 0,04 magnitudes. Acredita-se que este tipo de variabilidade seja causado pelas enormes manchas solares que podem ser observadas em sua superfície enquanto a estrela realiza seu movimento de rotação. Gliese 876 emite Raios-X.

## Sistema planetário

As órbitas dos planetas de Gliese 876. Perceba que as fortes interações gravitacionais entre os planetas causam uma rápida precessão orbital, portanto este diagrama só é válido em uma época estabelecida

| Planeta | Massa (MJúpiter) | Período orbital (dias) | Semieixo maior (UA) | Excentricidade  |
| ------- | ---------------- | ---------------------- | ------------------- | --------------- |
| d       | >0,0185 ± 0,0031 | 1,937760 ± 0,000070    | 0,0208 ± 0,0012     | 0               |
| c       | >0,619 ± 0,088   | 30,340 ± 0,013         | 0,1303 ± 0,0075     | 0,2243 ± 0,0013 |
| b       | >1,93 ± 0,27     | 60,940 ± 0,013         | 0,208 ± 0,012       | 0,0249 ± 0,0026 |
| e       | 0,046 ± 0,005    | 124,26 ± 0,7           | 0,3343 ± 0,0013     | 0,055 ± 0,012   |